# Kacumi Sunamori
Kacumi Sunamori (15. září 1951 – 23. června 2009) byl japonský fotograf.

## Životopis
Narodil se na hlavním ostrově Okinawa, dětství prožil na ostrově Amami Óšima a ve věku 15 let se přestěhoval do Ósaky. Stal se fotografem poté, co pracoval jako profesionální boxer (Kanbajaši Kentokai). V březnu 1975 absolvoval Osaka Photography College (Visual Arts College, Osaka). V roce 1982 uspořádal samostatnou výstavu „Rodži Ruten“ s tématem Kamagasaki, Osaka (Salon Canon : Osaka, Ginza, Hirošima / Galerie Ohara : Amami Óšima). V červenci 1984 získal cenu Document File Award Encouragement Award od časopisu Playboy (Šueiša) za sbírku dokumentárních fotografií Osaka Kamagasaki. V lednu 1989 publikoval sbírku rukopisů o Kamagasaki: Kama Tida - Osaka Nišinari (IPC). V červenci 1992 publikoval Okinawský křik (Čikuma Šobo) na téma Okinawa. V roce 1993 výstava fotografií na téma Okinawa, Amami Ošima a Manila (Filipíny), "Drifting Island, Perched Water" (Ginza Nikon Salon, Osaka Nikon Salon) V roce 1995 výstava fotografií Město Mokuši (Ginza Nikon Salon, Osaka Nikon Salon), fotografie oblasti zasažené erupcí hory Unzen Fugen, Nagasaki. V roce 1995 vydal fotoknihu Drifting Island Tomarumizu (vydalo Creo). V roce 1996 získal 15. Cenu Kena Domona a 46. Cenu pro nováčky fotografické společnosti Japonska za fotoknihu Drifting Island Tomarumizu. Od května do června měl samostatnou výstavu „Drifting Island, Tomarumizu: 15. výstava děl oceněných cenou Kena Domona“ (Ginza Nikon Salon, Osaka Nikon Salon) Od srpna do září v Amami Óšima, Naze (v současnosti Amami) 50. výročí samostatné výstavy: "Drifting Island, Perched Water" (Amami Cultural Center 2F Gallery). V červnu 1997 proběhla výstava fotografií: Tokijská galerie fotografického umění. V červnu 1998 vyšla sbírka rukopisů „Okinawa Kibun“ (Futabaša). V říjnu 1999, "Máte rádi skandály?" (Mainichi Šimbun) a v únoru 2000 vyšlo „Okinawa Šout (Okinawa Šout Renamed)“ (Kodanša Bunko). Roku 2001 Genealogie současné fotografie 2, Salon Šindžuku Nikon, Tokio. V lednu 2006 byly zveřejněny „Okinawa Stories (přejmenované na Okinawa Kibun)“ (Sony Magazines Inc.).
Zemřel na rakovinu žaludku 23. června 2009, bylo mu 57 let.